# Pianu de Sus
Pianu de Sus – wieś w Rumunii, w okręgu Alba, w gminie Pianu. W 2011 roku liczyła 1486 mieszkańców.